# 萨巴拉
萨巴拉是巴西米纳斯吉拉斯州的一个市镇。总面积303.564平方公里，总人口134282人，人口密度442.4人/平方公里。